# Anna Pavlovna Ruská
Anna Pavlovna Ruská (rusky: Анна Павловна [ˈanːə ˈpavləvnə]; nizozemsky: Anna Paulowna [ˈɑnaː pɑˈloːnaː]; (7. lednajul./ 18. ledna 1795greg. Sankt Petěrburk – 1. března 1865, Haag) byla nizozemská královna sňatkem s králem Vilémem II. Nizozemským. Byla ruskou patriotkou, která v Nizozemsku, kde se nikdy necítila jako doma, dodržovala přísnou královskou etiketu a vnímala se spíše jako ruská velkokněžna než nizozemská královna. Neměla žádný politický vliv, ale byla aktivní v rámci charity.

## Původ, mládí

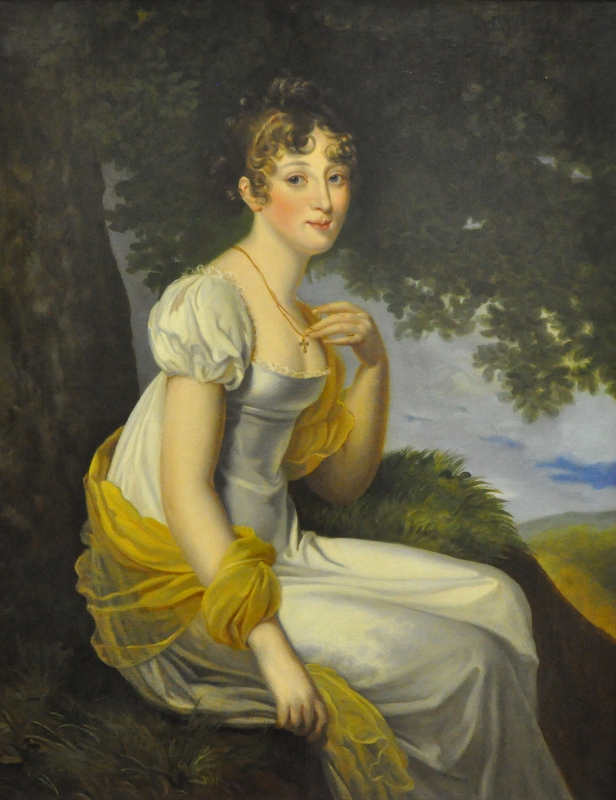
Ruská velkokněžna Anna Pavlovna, c. 1813

Anna Pavlovna se narodila v roce 1795 v Gatčinském paláci jako osmé dítě a šestá dcera cara Pavla I. Ruského a carevny Marie Fjodorovny (rozené Žofie Doroty Württemberské). Po smrti Anniny babičky z otcovy strany, Kateřiny Veliké, v roce 1796 se její otec stal carem, ale v roce 1801, když jí bylo šest let, byl sesazen a zabit. Na trůn nastoupil Annin bratr Alexandr.
Annu vychovávala její matka v letním sídle Romanovců v Carském Selu. Dětství zde strávila se svými dvěma mladšími bratry, Mikulášem (1796-1855) a Michailem (1798-1849). Annu vychovávala švýcarská guvernantka Louise de Sybourg („Bourcis“) a dostalo se jí širokého vzdělání, včetně cizích jazyků (ruštiny, němčiny a francouzštiny) a matematiky, byla dobrá v ručních pracích a malování.
Anna měla dobrý vztah se svým bratrem, carem Alexandrem, ale nejblíže měla ke své matce a ke svým dvěma mladším bratrům, budoucímu carovi Mikulášovi a velkoknížeti Michailovi, s nimiž si po odchodu z Ruska celý život dopisovala. Po matčině smrti v roce 1828 začala velmi spoléhat na Mikuláše, který jí na to odpověděl nejrůznějšími laskavostmi, když se v roce 1825 stal carem. Poměrně dobrý vztah měla i se svou sestrou Marií, ale vztahy mezi Annou a její sestrou Kateřinou nebyly nikdy dobré.
V roce 1809 požádal francouzský císař Napoleon I. Annu o ruku poté, co se mu nepodařilo získat její starší sestru Kateřinu jako potenciální nevěstu. Její matce se podařilo s odpovědí otálet dostatečně dlouho, aby Napoleon ztratil zájem a v roce 1810 se oženil s arcivévodkyní Marií Luisou, osmnáctiletou dcerou rakouského císaře. Dalšími nápadníky byli Karel Ferdinand, vévoda z Berry (1778-1820, budoucí bourbonský následník francouzského trůnu), a britský vévoda z Clarence a St Andrews (1765-1837, budoucí britský král).

## Manželství
Dne 21. února 1816 se ve Velkém chrámu Zimního paláce v Petrohradě provdala za prince Oranžského, pozdějšího nizozemského krále Viléma II. Sňatek navrhl její bratr car Alexandr I. v roce 1815 jako symbol spojenectví vytvořeného po Vídeňském kongresu. Protože Petr Veliký rozhodl, že žádný člen rodiny Romanovců nesmí být nucen ke sňatku proti své vůli, byl Vilém před svatbou pozván do Ruska, aby se s ním Anna mohla seznámit a souhlasit s jeho sňatkem, což také učinila, neboť s ním byla spokojena s výjimkou jeho původu, který považovala za nižší než svůj. Při sňatku bylo dohodnuto, že děti prince Viléma budou vychovávány jako protestanti, ačkoli sama Anna zůstala ruskou pravoslavnou. Alexandr Puškin oslavil sňatek zvláštní básní nazvanou Knížeti Oranžskému. Pár zůstal v Rusku jeden rok. Anna dostala věno ve výši jednoho milionu rublů a do Nizozemska ji doprovázela guvernantka Bourcisová.

## Nizozemská korunní princezna

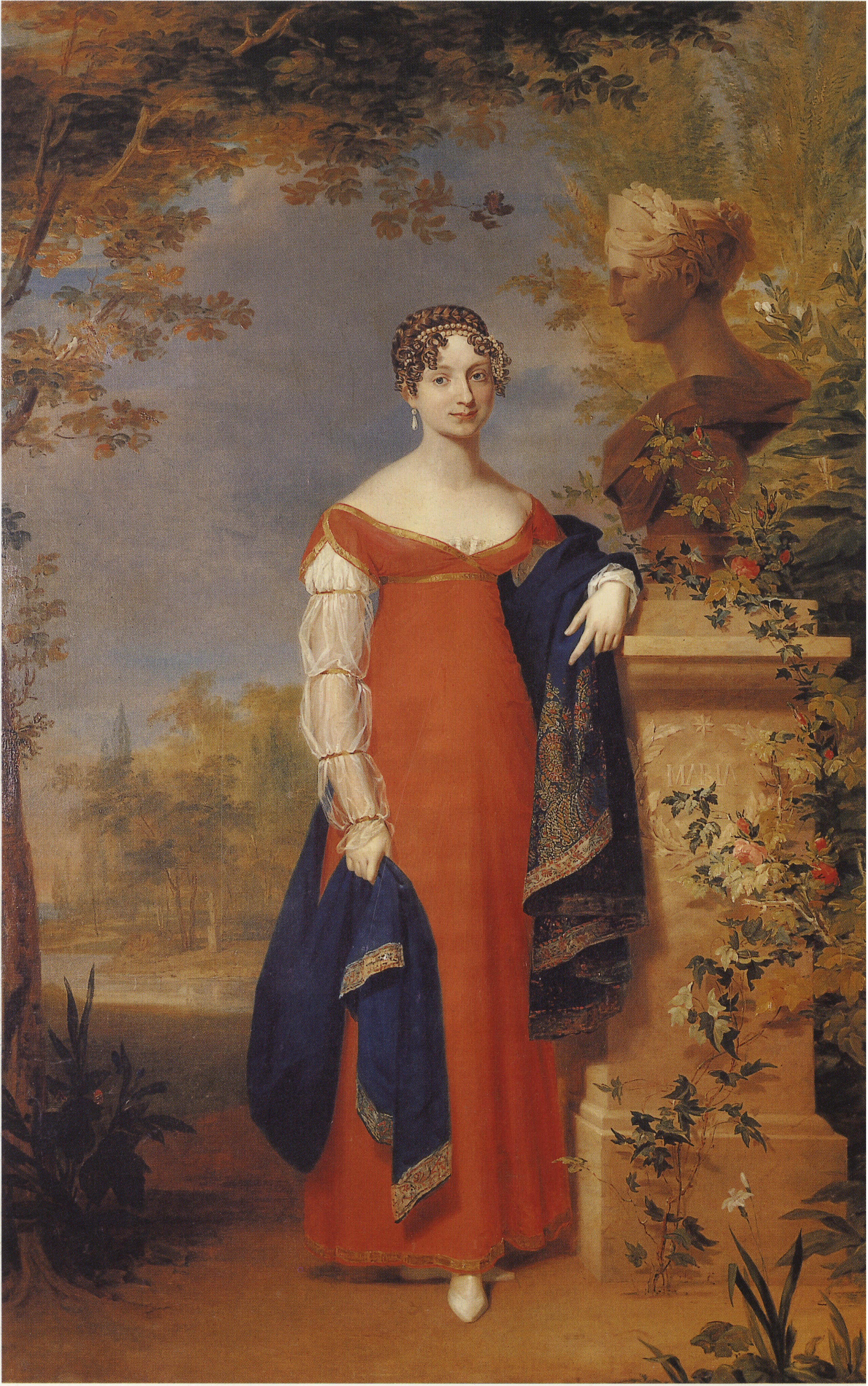
Anna Pavlovna Ruská v letech 1824-1825.

V Nizozemsku byl Anně a Vilémovi poskytnut jako rezidence palác Kneuterdijk a palác Soestdijk. Anna Pavlovna byla šokována rozdíly mezi Ruskem a svou novou vlastí, neboť odstup mezi královskou rodinou a prostým lidem i mezi aristokracií a zbytkem společnosti byl v Nizozemsku mnohem více rovnostářský než v jejím rodném Rusku, a těžko se tomu přizpůsobovala.
V době existence Spojeného království nizozemského byla součástí stejné monarchie i budoucí Belgie. Anna a Vilém dali přednost Bruselu před Nizozemskem a žili tam až do belgické revoluce, která je v roce 1830 donutila odejít. V Hof van Brabant žili až do požáru v roce 1820, poté dostali nové sídlo v Bruselu. Vilém dával přednost Bruselu částečně i kvůli špatným vztahům se svým otcem králem. Anna si Brusel oblíbila mnohem více než sever, protože francouzská aristokratická společnost v méně rovnostářském Bruselu jí mnohem více připomínala dvorský život v jejím rodném Petrohradě než rovnostářský a prostší a sparťánský dvorský život v Haagu. Byla také oblíbená mezi belgickou šlechtou a vyšší společností, která měla zůstat věrná Oranžskému domu v prvních letech po vyhlášení belgické nezávislosti.
Dvacátá léta 19. století se nesla ve znamení narození jejích dětí. Z manželství vzešlo pět potomků:
- 1. Vilém III. (19. 2. 1817 Brusel – 23. 11. 1890 Apeldoorn), lucemburský velkovévoda, vévoda limburský, nizozemský král od roku 1849 až do své smrti[2]
I. ⚭ 1839 Žofie Württemberská (17. 6. 1818 Stuttgart – 3. 6. 1877 Haag)[3]
II. ⚭ 1879 Emma Waldecko-Pyrmontská (2. 8. 1858 Bad Arolsen – 20. 3. 1934 Haag)[4]
- 2. Alexandr Oranžsko-Nasavský (2. 8. 1818 Soestdijk – 20. 2. 1848 Funchal), svobodný a bezdětný[5]
- 3. Hendrik Nizozemský (13. 6. 1820 Soestdijk – 13. 1. 1879 Walferdange)[6]
I. ⚭ 1853 Amálie Sasko-Výmarská (20. 3. 1830 Gent – 1. 5. 1872 Walferdange)[7]
II. ⚭ 1878 Marie Pruská (14. 9. 1855 Postupim – 20. 6. 1888 Drážďany)[8]
- 4. Ernest Kazimír (21. 5. 1822 Brusel – 22. 10. 1822 tamtéž)[9]
- 5. Vilemína Marie Žofie Luisa (8. 4. 1824 Haag – 23. 3. 1897 Výmar)[10]
⚭ 1842 Karel Alexandr Sasko-Výmarsko-Eisenašský (24. 6. 1818 Výmar – 5. 1. 1901 tamtéž), velkovévoda sasko-výmarsko-eisenašský o roku 1853 až do své smrti[11]

S Hendrikem a Žofií měla dobrý vztah, ale nejraději měla Alexandra. Anna byla přesvědčena, že nemá žádné chyby, což dokazuje i dopis, který napsala svému bratrovi Mikulášovi v roce 1839. Ve skutečnosti však vztah mezi ní a svobodomyslným a lehkovážným Alexandrem mohl být bouřlivý. Když Anna trvala na tom, aby ji v roce 1846 doprovázel na cestě do Itálie, Alexandr si stěžoval, že ho táhne jako opici v kleci. Annina rozmarnost a výbuchy hněvu ho občas rozčilovaly a způsobily několik velkých hádek. Přestože Alexandr nebyl dokonale poddajným a poslušným synem, za jakého ho matka vydávala (zejména v dopisech ruské rodině), jeho smrt ve věku 29 let v roce 1848 pro ni byla těžkou ranou. Intenzivně ho oplakávala po zbytek života. Anna soustředila svou pozornost na nejstaršího syna Viléma kvůli jeho postavení dědice. Vilém byl stejně jako jeho matka rozmarný a vznětlivý. Její vztah s ním byl napjatý, zejména po jeho sňatku, který silně neschvalovala. Poznámky v jejích dopisech naznačují, že se ho snažila ovládat a ovlivňovat, i když se jí to ne zcela dařilo.

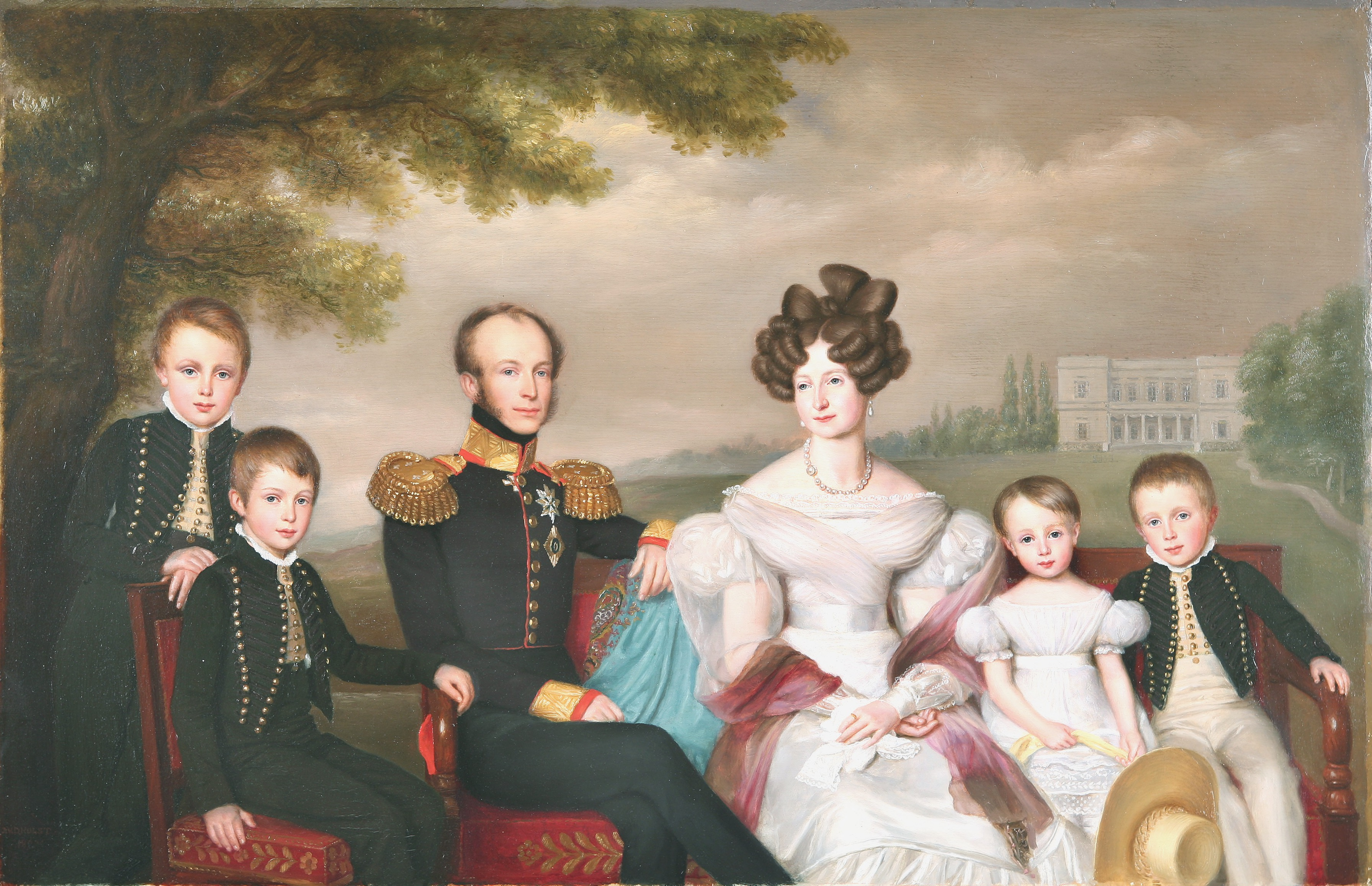
Král Vilém II. Nizozemský s chotí Annou Pavlovnou a dětmi (1832)

Její manželství bylo bouřlivé. Anna se od počátku považovala za nadřazenou Vilémovi. V roce 1829 jí bylo v Bruselu ukradeno několik šperků, z jejichž krádeže podezírala svého chotě, který byl v té době zadlužený a stýkal se s lidmi, které považovala za pochybné. Nevěra jejího chotě mezi nimi vyvolávala konflikty.
Belgická revoluce přinutila Annu i Viléma opustit svůj domov v Bruselu a přestěhovat se do Nizozemska. Během revoluce měli Vilém a jeho otec král rozdílné názory na to, jak se s revolucí vypořádat, a Anna působila jako prostředník, aby zmírnila napětí mezi nimi. To byla jediná příležitost, kdy se Anna zapojila do politických záležitostí. Svému choti projevovala podporu na veřejnosti a doprovázela ho, když ho jeho otec vyhostil do Willemsdorpu u Moerdijku.
Po roce 1830 zůstala Anna v Nizozemsku jako korunní princezna a soustředila se na tuto roli. Během svého pobytu v Nizozemsku studovala nizozemský jazyk, historii a kulturu a založila více než padesát sirotčinců. Anna mluvila se svým chotěm francouzsky, protože francouzština byla mezinárodním jazykem evropské aristokracie, ale nizozemštinu ji doučoval Arie van der Spuij, a tak začala mluvit lépe nizozemsky než Vilém. Považovala za svou povinnost plnit veřejnou roli královské ženy a součástí této role byla i charita: založila commissiën van weldadigheid („charitativní komisi“) v Soestu a Baarnu a Koninklijke Winternaaischool Scheveningen, školu vyšívání pro chudé ženy a dívky, a finančně přispívala školám Anna Paulowna a Sophiaschool. Během belgické revoluce založila v Haagu nemocnici Willemshospitaal pro raněné vojáky, které navštěvovala. Po smrti své tchyně v roce 1837 převzala ochranu nad charitativní organizací „moedergenootschappen“ („mateřské nadace“).

## Nizozemská královna

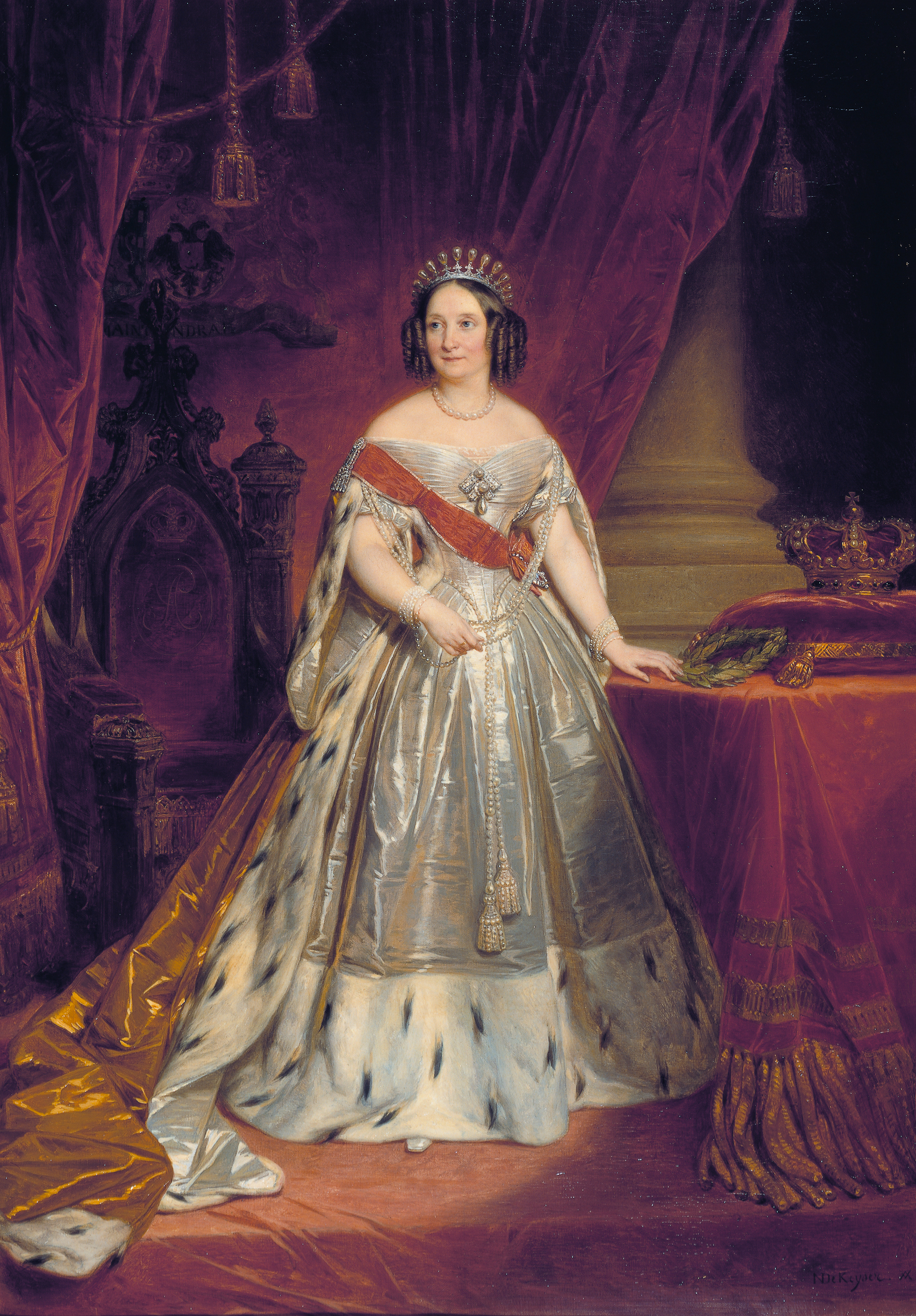
Nizozemská královna Anna Pavlovna, 1849

Dne 7. října 1840, po abdikaci svého tchána Viléma I. Nizozemského, se stala nizozemskou královnou-chotí a její manžel byl uveden do úřadu v Nieuwe Kerk v Amsterdamu. Anna se jeho inaugurace zúčastnila v šatech ze stříbrného sukna.
Jako královna byla Anna popisována jako důstojná, hrdá a odměřená vůči veřejnosti: nikdy neměla být populární královnou, ale jejím cílem nebylo stát se oblíbenou u veřejnosti, spíše být respektována za to, že svou roli plnila v souladu s povinnostmi. Cenila si ceremoniální dvorské etikety a královské reprezentace a nizozemský dvůr údajně získal větší „královský půvab“ než dříve.
Anna Pavlovna byla popisována jako vysoká, vznešená žena s majestátním zjevem: hrdá a vždy ztotožněná se svou hodností císařské velkokněžny, nikdy se nevzdávala své císařské hodnosti a přísně dodržovala etiketu a ceremoniál. Anna byla uznávána jako nadaná a inteligentní osoba, která si rychle osvojila nový jazyk, stejně jako byla dobře informovaná a měla jasný přehled o soudobé politice. Byla také silně svéhlavou osobností s prudkým temperamentem, který mohl způsobit výbuchy a vyústit v to, že celé dny odmítala opustit své pokoje, což se označovalo jako její „nervy." Byla také hluboce oddaná své matce a svým dvěma mladším bratrům a jejich rodinným záležitostem.
Anna Pavlovna si dopisovala se svou matkou a bratry v Rusku, vážila si vzpomínek na svou rodnou zemi a po celý život zůstala silnou ruskou vlastenkou a říkalo se o ní, že zůstala ruskou velkokněžnou více, než se kdy stala nizozemskou královnou. Ve svém soukromí měla ruskou pravoslavnou kapli, měla vlastního kněze a ruské sboristy, kteří jí sloužili, zachovávala si pravoslavné vyznání a nadále žila v souladu s ruskými zvyky (i když v jejím případě šlo o ruskou šlechtickou verzi ovlivněnou Francií) a občas se objevovala v ruském národním kroji.

## Královna vdova
Koncem 40. let 19. století se král Vilém II. potýkal se špatným zdravotním stavem. Jeho potíže dále zhoršovaly nezdravé návyky (například nadměrná fyzická námaha a neustálé kouření), obavy z nestabilní politické situace doma i v zahraničí a starost o rychle se zhoršující zdravotní stav jeho syna Alexandra. V létě 1847 bylo jasné, že se mu srdeční choroba brzy stane osudnou. V zimě 1849 se Vilémův zdravotní stav rapidně zhoršil a 17. března zemřel. Anna přijela do Tilburgu, když ležel na smrtelné posteli, ale nesměla vstoupit do nemocničního pokoje z obavy, aby svého umírajícího manžela nerozrušila. Místo toho poslouchala za dveřmi. Když zemřel, vrhla se na jeho bezvládné tělo v návalech slz. Vilémova náhlá smrt byla pro Annu údajně šokem. Zemřel s velkými dluhy a jeho účetnictví bylo v naprostém nepořádku. Anna byla nucena prodat část svého majetku, aby si mohla ponechat své oblíbené sídlo, palác Soestdijk, ze Soestdijku udělala svatyni na památku svého zesnulého manžela a syna Alexandra.
Jako královna vdova Anna opustila královský palác, stáhla se ze života u dvora a žila soukromým životem. Její vztahy se synem, králem Vilémem III. byly vždy napjaté a jednou o něm pohrdavě prohlásila, že má štěstí, že je králem konstituční říše. Nevycházela se svou snachou a neteří Žofií, kterou si její syn vzal proti její vůli. Byla to dcera sestry, kterou měla nejméně ráda, Kateřiny. Anna údajně žárlila na Kateřininu krásu a postavení nejoblíbenějšího dítěte jejich matky. Ke svým dvěma mladším dětem měla lepší vztah, ale protože byly v cizině, její poslední roky byly osamělé. Po konfliktu se synem v roce 1855 zvažovala návrat do Ruska, ale nakonec se nevrátila.
Anna zemřela 1. března 1865 v Haagu ve věku 70 let.

## Veřejné pocty
Na její počest je pojmenováno místo Anna Paulowna v provincii Severním Holandsku (Noordholland). V centrální části Haagu (Zeeheldenkwartier) je po královně Anně Pavlovně pojmenováno jedno z nejživějších náměstí Anna Paulownaplein s restauracemi a kavárnami. Nadto je zde také ulice Anna Paulownastraat, která ono náměstí protíná.
Německý botanik Philipp Franz von Siebold po královně pojmenoval rostlinný rod pavlovnií (mj. pavlovnie plstnatá, nizozemsky Anna Paulownaboom).

## Vývod z předků
|                     |                                       |  |                                           |                                                 |  |  |  |  |  |  |  | Fridrich IV. Holštýnsko-Gottorpský |
|                     |                                       |  |                                           |                                                 |  |  |  |  |  |  |  |                                    |
|                     | Karel Fridrich Holštýnsko-Gottorpský  |  |                                           |                                                 |  |  |  |  |  |  |  |                                    |
|                     |                                       |  |                                           |                                                 |  |  |  |  |  |  |  |                                    |
|                     |                                       |  |                                           | Hedvika Žofie Švédská                           |  |  |  |  |  |  |  |                                    |
|                     |                                       |  |                                           |                                                 |  |  |  |  |  |  |  |                                    |
|                     | Petr III. Ruský                       |  |                                           |                                                 |  |  |  |  |  |  |  |                                    |
|                     |                                       |  |                                           |                                                 |  |  |  |  |  |  |  |                                    |
|                     |                                       |  |                                           | Petr I. Veliký                                  |  |  |  |  |  |  |  |                                    |
|                     |                                       |  |                                           |                                                 |  |  |  |  |  |  |  |                                    |
|                     | Anna Petrovna Ruská                   |  |                                           |                                                 |  |  |  |  |  |  |  |                                    |
|                     |                                       |  |                                           |                                                 |  |  |  |  |  |  |  |                                    |
|                     |                                       |  |                                           | Kateřina I. Ruská                               |  |  |  |  |  |  |  |                                    |
|                     |                                       |  |                                           |                                                 |  |  |  |  |  |  |  |                                    |
|                     | Pavel I. Ruský                        |  |                                           |                                                 |  |  |  |  |  |  |  |                                    |
|                     |                                       |  |                                           |                                                 |  |  |  |  |  |  |  |                                    |
|                     |                                       |  |                                           | Jan Ludvík I. Anhaltsko-Dornburský              |  |  |  |  |  |  |  |                                    |
|                     |                                       |  |                                           |                                                 |  |  |  |  |  |  |  |                                    |
|                     | Kristián August Anhaltsko-Zerbstský   |  |                                           |                                                 |  |  |  |  |  |  |  |                                    |
|                     |                                       |  |                                           |                                                 |  |  |  |  |  |  |  |                                    |
|                     |                                       |  |                                           | Christine Eleonore von Zeutsch                  |  |  |  |  |  |  |  |                                    |
|                     |                                       |  |                                           |                                                 |  |  |  |  |  |  |  |                                    |
|                     | Kateřina II. Veliká                   |  |                                           |                                                 |  |  |  |  |  |  |  |                                    |
|                     |                                       |  |                                           |                                                 |  |  |  |  |  |  |  |                                    |
|                     |                                       |  |                                           | Kristián August Šlesvicko-Holštýnsko-Gottorpský |  |  |  |  |  |  |  |                                    |
|                     |                                       |  |                                           |                                                 |  |  |  |  |  |  |  |                                    |
|                     | Johanna Alžběta Holštýnsko-Gottorpská |  |                                           |                                                 |  |  |  |  |  |  |  |                                    |
|                     |                                       |  |                                           |                                                 |  |  |  |  |  |  |  |                                    |
|                     |                                       |  |                                           | Albertina Frederika Bádensko-Durlašská          |  |  |  |  |  |  |  |                                    |
|                     |                                       |  |                                           |                                                 |  |  |  |  |  |  |  |                                    |
| Anna Pavlovna Ruská |                                       |  |                                           |                                                 |  |  |  |  |  |  |  |                                    |
|                     |                                       |  |                                           |                                                 |  |  |  |  |  |  |  |                                    |
|                     |                                       |  | Fridrich Karel Württembersko-Winnentalský |                                                 |  |  |  |  |  |  |  |                                    |
|                     |                                       |  |                                           |                                                 |  |  |  |  |  |  |  |                                    |
|                     | Karel Alexandr Württemberský          |  |                                           |                                                 |  |  |  |  |  |  |  |                                    |
|                     |                                       |  |                                           |                                                 |  |  |  |  |  |  |  |                                    |
|                     |                                       |  |                                           | Eleonora Juliana Braniborsko-Ansbašská          |  |  |  |  |  |  |  |                                    |
|                     |                                       |  |                                           |                                                 |  |  |  |  |  |  |  |                                    |
|                     | Fridrich II. Evžen Württemberský      |  |                                           |                                                 |  |  |  |  |  |  |  |                                    |
|                     |                                       |  |                                           |                                                 |  |  |  |  |  |  |  |                                    |
|                     |                                       |  |                                           | Anselm František, 2. kníže z Thurn-Taxisu       |  |  |  |  |  |  |  |                                    |
|                     |                                       |  |                                           |                                                 |  |  |  |  |  |  |  |                                    |
|                     | Marie Augusta z Thurn-Taxisu          |  |                                           |                                                 |  |  |  |  |  |  |  |                                    |
|                     |                                       |  |                                           |                                                 |  |  |  |  |  |  |  |                                    |
|                     |                                       |  |                                           | Marie Ludovika Anna z Lobkowicz                 |  |  |  |  |  |  |  |                                    |
|                     |                                       |  |                                           |                                                 |  |  |  |  |  |  |  |                                    |
|                     | Žofie Dorotea Württemberská           |  |                                           |                                                 |  |  |  |  |  |  |  |                                    |
|                     |                                       |  |                                           |                                                 |  |  |  |  |  |  |  |                                    |
|                     |                                       |  |                                           | Filip Vilém Braniborsko-Schwedtský              |  |  |  |  |  |  |  |                                    |
|                     |                                       |  |                                           |                                                 |  |  |  |  |  |  |  |                                    |
|                     | Fridrich Vilém Braniborsko-Schwedtský |  |                                           |                                                 |  |  |  |  |  |  |  |                                    |
|                     |                                       |  |                                           |                                                 |  |  |  |  |  |  |  |                                    |
|                     |                                       |  |                                           | Johana Šarlota Anhaltsko-Desavská               |  |  |  |  |  |  |  |                                    |
|                     |                                       |  |                                           |                                                 |  |  |  |  |  |  |  |                                    |
|                     | Bedřiška Braniborsko-Schwedtská       |  |                                           |                                                 |  |  |  |  |  |  |  |                                    |
|                     |                                       |  |                                           |                                                 |  |  |  |  |  |  |  |                                    |
|                     |                                       |  |                                           | Fridrich Vilém I. Pruský                        |  |  |  |  |  |  |  |                                    |
|                     |                                       |  |                                           |                                                 |  |  |  |  |  |  |  |                                    |
|                     | Žofie Dorota Pruská                   |  |                                           |                                                 |  |  |  |  |  |  |  |                                    |
|                     |                                       |  |                                           |                                                 |  |  |  |  |  |  |  |                                    |
|                     |                                       |  |                                           | Žofie Dorotea Hannoverská                       |  |  |  |  |  |  |  |                                    |
|                     |                                       |  |                                           |                                                 |  |  |  |  |  |  |  |                                    |